# Tia Maria
Tia Maria är en Jamaicansk kaffelikör med mild kaffe- och chokladsmak. Den är gjord på en bas av neutral sprit och det berömda dyra Jamaica Blue Mountain-kaffet. Den har tillverkats på Jamaica sedan 1655. Tia Maria dricks ibland med krossad is, kaffe, Cola eller mjölk.